# Сан Јаковијело - П. Те Капучини (Салерно)
Сан Јаковијело - П. Те Капучини је насеље у Италији у округу Салерно, региону Кампанија.
Према процени из 2011. у насељу је живело 112 становника. Насеље се налази на надморској висини од 456 м.